# Verfasste Studierendenschaft am Karlsruher Institut für Technologie
Die Verfasste Studierendenschaft am Karlsruher Institut für Technologie (KIT) vertritt ehrenamtlich studentische Interessen in der Hochschulpolitik und prägt das kulturelle Angebot in der Form von Hochschulgruppen und Arbeitskreisen. 
Die Studierendenschaft setzt sich aus allen immatrikulierten Studierenden des KIT zusammen und wird seit 2012 wieder durch die verfasste Studierendenschaft vertreten. Nach einer Änderung des Hochschulrahmengesetzes wurde die verfasste Studierendenschaft 1977 in Baden-Württemberg abgeschafft, wodurch bis 2012 eine Interessensvertretung von Studierenden nur durch eine unabhängige Studierendenschaft möglich war.

## Geschichte der Verfassten Studierendenschaft
Am 10. November 1977 wurde in Karlsruhe und ganz Baden-Württemberg die Verfasste Studierendenschaft (VS) als öffentlich-rechtliche Körperschaft, samt Studierendenparlamente abgeschafft. Das geschah mit dem Beschluss des Landeshochschulgesetztes (LHG) durch die CDU-Landesregierung unter Führung des Ministerpräsidenten Hans Filbinger (CDU). Die Asten verloren ihre Finanzielle Unabhängigkeit und somit auch die Möglichkeit einer echten Interessensvertretung der Studierenden gegenüber den Hochschulen.
Im Jahr 1977, während des sogenannten „Deutschen Herbstes“, war die Rote Armee Fraktion (RAF) besonders aktiv. Der Studierendenschaft wurden Vorwürfe aus der Politik und Teilen der Presse gemacht, sie sei ein „Sympathisantensumpf“ für Linksradikale Aktionen und die RAF. Dieser „Sympathisantensumpf“ sollte durch die Beschließung des LHGs, und der daraus folgenden Abschaffung der VS, bekämpft werden. Die Studierendenschaft wehrte sich vehement gegen diese Unterstellungen. Der Karlsruher AStA stellte sich diesen Vorwürfen entgegen und klärte mit Informationsständen über das LHG auf, welches außerdem die Exmatrikulation aller Studierenden, die ihre Regelstudiendauer mehr als zwei Semester überschritten, vorsah.
Der Uni Senat Karlsruhe sprach sich im Oktober 1977 gegen das Verbot der VS aus. Ebenso solidarisierte sich der damalige Rektor Draheim mit den Studierenden. 1200 Studierende protestierten gegen die geplante Umformung der Asten und die Abschaffung der Studierendenparlamente. Aus Protest planten Studierende an 20 Hochschulen einen Vorlesungsboykott, für den Studierende in Karlsruhe bei einer Urabstimmung mehrheitlich stimmten. Im November 1977 rief die Verband Deutscher Studentenschaften zu einem Protestmarsch auf. Dieser sogenannte „lange Marsch der 15 000“ konnte die Verabschiedung des LHGs dennoch nicht verhindern. Die Landesregierung rechtfertigte sich: man hätte verhindern wollen, dass öffentliche Mittel für radikale politische Aktionen missbraucht würden. Der AStA zeigte sich weiter kämpferisch und gründete im Dezember den „Studentenschaft Karlsruhe Uni Kasse e.V.“. Dieser wurde in Karlsruhe zur späteren Nachfolgeorganisationen UStA.
Bis zur Wiedereinführung der VS in Baden-Württemberg durch eine Grün-Rote Landesregierung im Jahr 2012 wurden studentische Interessen durch ein „Unabhängiges Modell“ vertreten. Der sogenannte Unabhängige Studierendenausschuss (UStA) bestimmte 1978 per Urabstimmung eine Satzung und wählte das erste unabhängige Studierendenparlament. Die Unabhängige Studierendenvertretung übernahm die Aufgaben der ehemaligen Asten und finanzierte sich über freiwillige Mitgliedsbeiträge und Veranstaltungsgewinne. Im Januar 2013 kam es zur Urabstimmung über die Organisationssatzung der wiedereingeführten VS. Später im Juni wurde die erste Wahl der Fachschaftsvorstände und des Studierendenparlaments gehalten, das zum Ende des Jahres das Studierendenparlament des unabhängigen Modells vollständig ablöste.

## Organisation der Verfassten Studierendenschaft

### Vorstand / AStA
Der Vorstand der Verfassten Studierendenschaft (oft Allgemeiner Studierendenausschuss kurz AStA genannt) ist die Exekutive der Studierendenschaft. Er ist für fast alle laufenden Geschäfte der Studierendenschaft verantwortlich.

### Studierendenparlament
Das Studierendenparlament (StuPa) ist die Legislative der Studierendenschaft. Hier werden alle wichtigen Beschlüsse gefällt, die die Studierenden betreffen. Die Kandidaten für die verschiedenen uniweiten Kommissionen werden ebenfalls hier benannt.
Das Studierendenparlament wird einmal im Jahr von allen Studierenden des KIT gewählt. Zur Wahl bilden sich Parteiähnliche Gruppen, welche sich nahe sich an der deutschen Parteienlandschaft orientieren.

### Fachschaften
Die Fachschaften und ihre Organe nehmen die fakultätsbezogenen Studienangelegenheiten und Aufgaben im Sinne des § 2 auf Fakultätsebene wahr. Fachschaften sind im Landeshochschulgesetz legitimiert.
Am Karlsruher Institut für gibt es folgende Fachschaften: 
1. Fachschaft Architektur[8]
2. Fachschaft Bauingenieurwesen[9]
3. Fachschaft Chemie und Biowissenschaften[10]
4. Fachschaft Elektro- und Informationstechnik[11]
5. Fachschaft Geistes- und Sozialwissenschaften[12]
6. Fachschaft Geodäsie und Geoinformatik[13]
7. Fachschaft Geowissenschaften[14]
8. Fachschaft Informatik[15]
9. Fachschaft Kunstgeschichte[16]
10. Fachschaft Maschinenbau/Chemieingenieurwesen[17]
11. Fachschaft Mathematik[18]
12. Fachschaft Physik[19]
13. Fachschaft Sport[20]
14. Fachschaft Wirtschaftswissenschaften[21]
15. Forum Informationswirtschaft[22]
16. Forum Wirtschaftsinformatik[23]
17. Arbeitskreis Mechatronik und Informationstechnik[24]

### Fachschaftenkonferenz
Die Fachschaftenkonferenz ist ein Organ der Studierendenschaft. Sie vertritt die Interessen der Fachschaften gegenüber dem Studierendenparlament und dem Vorstand.  Die Fachschaftenkonferenz hat ein aufschiebendes Vetorecht gegen Beschlüsse des Studierendenparlaments.

### Ältestenrat
Der Ältestenrat ist die entscheidende Instanz zur Satzungs- und Ordnungsauslegung. Er wirkt darauf hin, dass die Studierendenschaft und ihre Organe ihre Aufgaben im Einklang mit den Gesetzen, der Satzung und anderen Vorschriften erfüllen.

### Hochschulgruppen
Studierende können sich zu Hochschulgruppen zusammentun. Aktuell (Stand 22. Juni 2024) gibt es 76 Hochschulgruppen am KIT. Diese sorgen für kulturelle, sportliche und weitere Angebote auf dem Campus. 

## Kulturelles Angebot auf dem Campus

### Hochschulgruppen und Arbeitskreise
AKK: Der "Arbeitskreis Kultur und Kommunikation" (AKK) besteht seit 1977. Die selbst organisierte studentische Kulturarbeit des AKK umfasst ein umfangreiches Programm aus Kultur-Café, Themenabenden, Workshops, großen Open-Air-Veranstaltungen und vielem mehr.
Uni-Theater: Das 1990 gegründete "UniTheater Karlsruhe e. V." umfasst über 100 Mitglieder und bringt jedes Jahr ein breites Repertoire von Klassikern bis hin zu Musicals auf die Bühne.
Uni-Kino: Die Hochschulgruppe "akademischer Filmkreis Karlsruhe e. V." ist ein studentisch organisiertes Hörsaal-Kino, das jedes Semester ein vielseitiges Filme-Programm im Heinrich-Hertz-Hörsaal, der 250 Plätze umfasst, präsentiert.
KA-Raceing: „KA-RaceIng e.V.“ ist eine 2006 gegründete Hochschulgruppe am Karlsruher Institut für Technologie und nimmt an einem der größten internationalen Konstruktionswettbewerbe, der Formula Student, teil. In der Formula Student werden Rennwagen von Studierenden selbst entwickelt und gefertigt. Das Team setzt sich aus knapp 80 Studierenden unterschiedlichster Fachrichtungen zusammen.

### Unifest

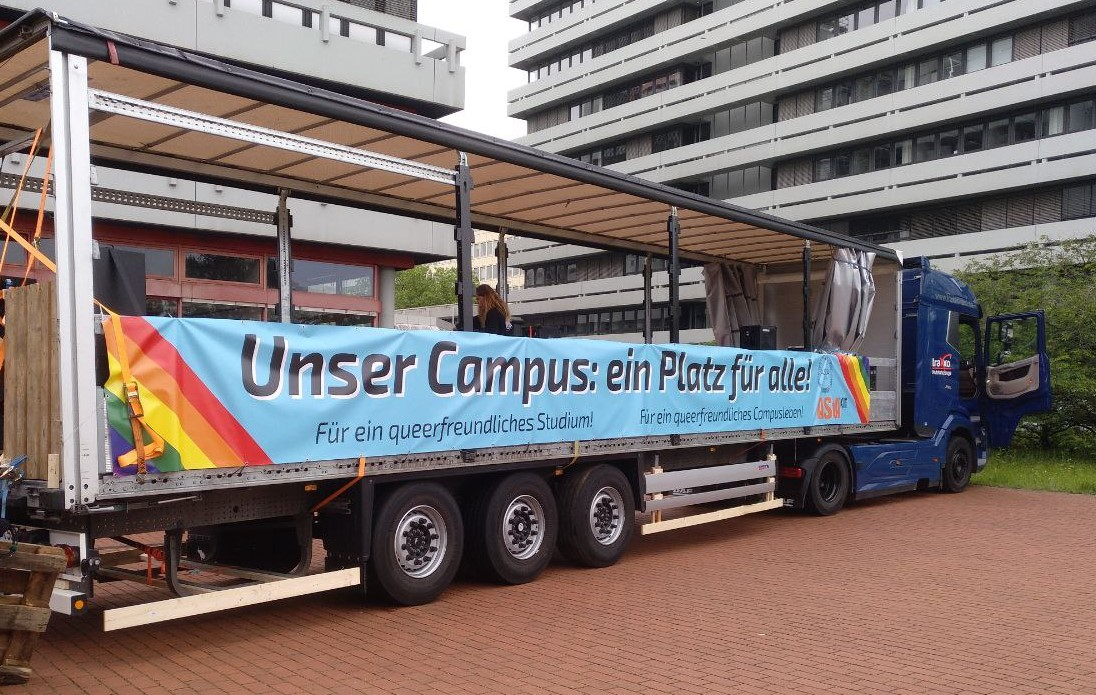
Am 1. Juni 2024 war die Verfasste Studierendenschaft des KIT zusammen mit der Verfassten Studierendenschaft der HKA durch einen Wagen vertreten

Das Unifest ist das größte ehrenamtlich organisierte studentische Fest Süddeutschlands. Es findet seit 1988 jährlich im Sommer auf dem KIT-Campus statt und wird vom allgemeinen Studierendenausschuss (AStA) organisiert. Mehrere Hundert ehrenamtliche Helfer gestalten das Fest, das im Jahr durchschnittlich rund 14.000 Besucher anzieht.

### Christopher Street Day (CSD) 2024
Die Studierendenschaft des KIT war auf dem CSD am 1. Juni 2024 in Karlsruhe mit einem Wagen vertreten.